# HD 181122
HD 181122，又名BD+09 4057，SAO 124497、HR 7325，是一颗恒星，视星等为6.32，位于銀經44.61，銀緯-1.64，其B1900.0坐标为赤經19h 14m 6.5s，赤緯+9° -1.64′ 12″。